# Lonicera mexicana
Lonicera mexicana là một loài thực vật có hoa trong họ Kim ngân. Loài này được (Kunth) Rehder mô tả khoa học đầu tiên năm 1903.